# René Spitz
|  | Per a altres significats, vegeu «Herman Spitz». |

René Árpád Spitz (Viena, 29 de gener del 1887 – Denver, 11 de setembre del 1974) fou un psicoanalista austríac nacionalitzat als Estats Units, conegut pels seus estudis sobre les conseqüències en el desenvolupament en infants hospitalitzats, que trobà molt semblants a l'efecte produït per la pèrdua de la mare, ja fos per abandonament o per mort. També va fer importants contribucions als estudis sobre la personalitat.

## Biografia
René Spitz nasqué a Viena, en el si d'una família jueva benestant, però passà bona part de la seva infantesa a Hongria. En acabar els estudis de medicina, el 1910, Spitz descobrí els treballs de Sigmund Freud, que l'interessaren força. El 1932, s'establí a París, on romandria sis anys impartint classes de psicoanàlisi a l'Escola Normal Superior. El 1939, a causa del clima bèl·lic a Europa, decidí emigrar als Estats Units d'Amèrica i trobà feina com a psiquiatra a l'hospital Mount Sinai de Nova York. Entre el 1940 i el 1943, Spitz fou professor ocasional en diverses universitats, fins que aconseguí plaça definitiva a la Universitat de Denver, on s'instal·là definitivament.

## Teoria psicoevolutiva de les emocions
Segons Spitz, l'infant va construint l'objecte afectiu a través d'una sèrie de complexes relacions i n'assenyala tres fases:
- Estadi preobjectal, és la fase en què apareix el primer organitzador de les relacions objectals, que és el somriure social, promogut pel rostre humà i no diferenciat.
- Estadi de l'objecte precursor, és la fase en què apareix el segon objecte organitzador de les relacions, que és l'ansietat o por a l'estrany.
- Estadi objectal, és la fase en què l'objecte afectiu queda constituït; la mare llavors es constitueix en el centre del qual depèn l'infant i ell en pren consciència. És quan comença a fer servir el "no" com a oposició i autoafirmació.

La separació o pèrdua de les figures d'afecció en edats primerenques comporta conseqüències fisiològiques i psicològiques tant a curt com a llarg termini. La intensitat d'aquestes conseqüències dependrà de la llargada de la separació i de l'edat de l'infant.

## Depressió anaclítica i hospitalisme
El 1935, Spitz començà a investigar sobre el desenvolupament infantil. Volia comprovar la teoria de Freud, observada des dels primers anys de vida. Fou un dels primers investigadors a emprar l'observació directa en nens com a mètode experimental, per investigar de manera comparativa nens sans i nens malalts. Les seves contribucions més destacades a la psicoanàlisi procedeixen de l'estudi dels efectes de la privació materna i emocional en infants.
Spitz se centrà en diferents aspectes: observació i valoració del nadó, depressió hospitalària, etapes del desenvolupament mental, els processos per assolir una comunicació efectiva, i comprendre la complexitat del desenvolupament humà. Creà l'expressió "depressió anaclítica" per referir-se a la privació emocional causada per la pèrdua temporal de l'objecte estimat (generalment la mare). Quan aquest objecte és retornat a l'infant dins d'un període de tres a cinc mesos, la recuperació emocional és possible, però si el període és superior a cinc mesos, es mostren senyals de greu deteriorament. Per aquest estat de total privació, amb conseqüències irreversibles creà el terme "hospitalisme."
En 1945, Spitz investigà l'hospitalisme en nens orfes i hospitals de beneficència, a Amèrica del Sud. Descobrí que el desequilibri en el desenvolupament causat per les condicions ambientals desfavorables durant el primera any de vida, produeix danys psíquics i fisiològics irreparables a nens normals. Les seves observacions constataren com la intel·ligència baixava en picat als tres mesos de ser abandonat un nadó per la mare. Aquest estudi fou enregistrat en un documental en blanc i negre que titulà La pena: un perill en la infantesa (1947). Un altre estudi de Spitz demostrà que sota circumstàncies favorables i amb una adient organització, es pot assolir un desenvolupament infantil positiu. La seva conclusió va ser que, les llars d'acollida havien de ser sotmeses a una acurada avaluació. Tanmateix, encara mantenia que, comparant els orfenats i les llars d'acollida, fins i tot quan aquestes darreres donaven una bona alimentació, espais nets i suficients, i atenció mèdica, els nens eren més susceptibles a infeccions i la mortalitat era més elevada perquè els mancava la relació socioafectiva d'una família. Per divulgar els resultats d'aquest estudi, realitzà un altre documental que titulà Malaltia psicogènica en la infància (1952). Posà de manifest la importància de l'afectivitat en els primers anys de vida, el qual pot causar retard en l'adquisició del llenguatge entre d'altres conseqüències greus. Això va ser causa de canvis en institucions dedicades a la cura de nens, orfenats, llars d'acollida i hospitals, ja que l'evidència que oferia era irrefutable.